# Печёнкин, Евгений Геннадьевич
Евге́ний Генна́дьевич Печёнкин (род. 9 октября 1973, Краснодар) — российский легкоатлет, специалист по барьерному бегу. Выступал за сборные СССР, СНГ и России по лёгкой атлетике в 1991—2004 годах, чемпион мира среди юниоров, многократный победитель и призёр первенств национального значения, рекордсмен страны, участник трёх летних Олимпийских игр. Представлял Московскую и Новосибирскую области. Также известен по выступлениям и тренерской работе в бобслее. Мастер спорта России международного класса по лёгкой атлетике и бобслею.

## Биография
Евгений Печёнкин родился 9 октября 1973 года в Краснодаре. Впоследствии постоянно проживал в Новосибирске и Подольске.
Занимался лёгкой атлетикой под руководством своих родителей Г. В. Печёнкина и Т. П. Печёнкиной. Выступал за Российскую Армию, ЦСК ВВС «Самара».
Впервые заявил о себе на международном уровне в сезоне 1991 года, когда вошёл в состав советской национальной сборной и побывал на юниорском европейском первенстве в Салониках, откуда привёз награду серебряного достоинства, выигранную в беге на 110 метров с барьерами.
В 1992 году стал серебряным призёром на зимнем чемпионате России в Волгограде, позже в составе Объединённой команды, собранной из спортсменов бывших советских республик, одержал победу на юниорском мировом первенстве в Сеуле.
После распада Советского Союза начиная с 1993 года выступал за российскую национальную сборную. Так, в этом сезоне финишировал пятым на летней Универсиаде в Буффало и стартовал на чемпионате мира в Штутгарте, где остановился на стадии четвертьфиналов. Также на соревнованиях Pearl European Relays в Портсмуте установил ныне действующий национальный рекорд России в эстафете 4 × 110 метров с барьерами.
На чемпионате России 1994 года в Санкт-Петербурге с командой Новосибирской области взял бронзу в эстафете 4 × 100 метров.
В 1995 году победил на зимнем чемпионате России в Волгограде, выступил на чемпионате мира в помещении в Барселоне.
В 1996 году был лучшим на зимнем чемпионате России в Москве, стал третьим в личном зачёте на Кубке Европы в Мадриде, выиграл летний чемпионат России в Санкт-Петербурге. При этом на соревнованиях в Таллине установил свой личный рекорд в беге на 110 метров с барьерами — 13,38.
Благодаря череде удачных выступлений удостоился права защищать честь страны на летних Олимпийских играх в Атланте, где, тем не менее, не смог пройти дальше предварительного квалификационного этапа.
В 1998 году выиграл зимний чемпионат России в Москве, финишировал шестым на чемпионате Европы в помещении в Валенсии.
В 1999 году вновь превзошёл всех соперников в беге на 60 метров с барьерами на зимнем чемпионате России в Москве.
В 2000 году получил серебро на зимнем чемпионате России в Волгограде и золото на летнем чемпионате России в Туле. Участвовал в Олимпийских играх в Сиднее, где дошёл до полуфинала.
В 2001 году одержал победу на зимнем чемпионате России в Москве, стал полуфиналистом чемпионата мира в помещении в Лиссабоне. На Кубке Европы в Бремене выиграл личный зачёт бега на 110 метров с препятствиями и тем самым помог своим соотечественникам получить серебро мужского командного зачёта. На летнем чемпионате России в Туле упал в финале, не сумев преодолеть барьеры, и в число призёров не попал. На чемпионате мира в Эдмонтоне показал в финале шестой результат.
В 2002 году выиграл золотую медаль на зимнем чемпионате России в Волгограде и бронзовую медаль на чемпионате Европы в помещении в Вене, но провалил допинг-тест — его проба, взятая во внесоревновательный период, показала наличие запрещённого анаболического вещества норандростерона. В итоге спортсмена отстранили от участия в соревнованиях сроком на два года, а его результаты, показанные в этом сезоне, были аннулированы.
По окончании срока дисквалификации Евгений Печёнкин вернулся в лёгкую атлетику, в частности в 2004 году он стал серебряным призёром на чемпионате России в Туле и благополучно прошёл отбор на Олимпийские игры в Афинах, где дошёл до четвертьфинала.
В 2005 году выиграл зимний чемпионат России в Волгограде.
В период 2005—2010 годов Печёнкин проявил себя как разгоняющий в бобслее. Наиболее весомые результаты на этом поприще: серебряная медаль в четвёрках на этапе Кубка мира в Кортина-д’Ампеццо и десятое место в четвёрках на чемпионате мира в Альтенберге в 2008 году. Кроме того, в 2009 году становился серебряным призёром чемпионата России в четвёрках. Планировал принять участие в зимних Олимпийских играх в Ванкувере, но во время тренировочного заезда получил травму — разрыв мышцы задней поверхности бедра. Завершив спортивную карьеру, остался в бобслее в качестве тренера. Являлся тренером сборной России по скоростно-силовой подготовке и координации в конькобежном спорте.
За выдающиеся спортивные достижения удостоен почётного звания «Мастер спорта России международного класса» по лёгкой атлетике и бобслею.
Окончил Новосибирский государственный педагогический университет (1993).
Был женат на известной российской легкоатлетке Юлии Печёнкиной (Носовой), но развёлся.